# Vladímir Txelomei
Vladímir Nikolàievitx Txelomei (rus: Владимир Николаевич Челомей) o Volodímir Mikolàiovitx Txelomei (ucraïnès: Володимир Миколайович Челомей; 30 de juny del 1914 - 8 de desembre del 1984) fou un enginyer soviètic d'arrels ucraïneses que dissenyà míssils de la Unió Soviètica. Fou l'inventor del primer pulsoreactor soviètic i el responsable del desenvolupament dels primers míssils de creuer antivaixells del món, així com del programa de míssils balístics intercontinentals de la Unió Soviètica. Entre els seus dissenys hi ha l'UR-100, l'UR-200, l'UR-500 i l'UR-700.